# Applause (canción)
«Applause» es una canción interpretada por la cantante y compositora estadounidense Lady Gaga, incluida en su tercer álbum de estudio Artpop, de 2013. Siendo una canción electropop, la cantante la compuso con el fin de que sus seguidores le aplaudiesen más en sus espectáculos para alentarla más. Para escribirla, recibió ayuda de DJ White Shadow, Julien Arias, Martin Bresso, DJ Snake, Nicolas Mercier, Nick Monson y Dino Zisis. Su producción, que incluye sintetizadores y aplausos grabados del Born This Way Ball, estuvo a cargo de la cantante y DJ White Shadow. Su estreno oficial estaba planeado para el 19 de agosto de 2013, pero debido a las filtraciones de distintos fragmentos de la canción, Interscope Records adelantó su estreno una semana, siendo lanzada oficialmente el 12 de agosto de 2013.
«Applause» tuvo una respuesta mayormente favorable por parte de la crítica especializada, quienes elogiaron aspectos como la producción y la voz de la artista, además de notar similitudes con los trabajos previos de la cantante durante la época de The Fame (2008) y The Fame Monster (2009). Comercialmente, «Applause» logró tener una buena recepción en las listas de múltiples países, llegó al número 1 en países como España, Grecia y Hungría. También ingresó al top 10 en otros territorios como Canadá, Estados Unidos, Francia, Italia, el Reino Unido y otros países.
Como parte de la promoción, la cantante interpretó la canción por primera vez en los MTV Video Music Awards 2013, celebrados el 25 de agosto de 2013 en Brooklyn, en la ciudad de Nueva York, convirtiéndose en su primera presentación desde la cancelación de su gira The Born This Way Ball, en 2012. En dicha presentación, Gaga hizo un homenaje a su carrera a través de varios cambios de vestuario en el escenario. También la interpretó en vivo en los programas Good Morning America y Saturday Night Live, además de formar parte del repertorio de sus giras ArtRave: The Artpop Ball (2014) y Joanne World Tour (2017), y en sus conciertos de residencia Lady Gaga Live at Roseland Ballroom (2014) y Enigma (2019).
Su vídeo musical, inspirado en la pasión de Gaga por el arte y por sus seguidores, se estrenó el 19 de agosto de 2013, bajo la dirección del dúo de fotógrafos Inez Van Lamsweerde y Vinoodh Matadin. El mismo recibió críticas positivas, siendo descrito como «un aluvión de imágenes artísticas y coreográficas», y recibió múltiples nominaciones en premios como los MTV Europe Music Awards y los MTV Video Music Awards Japan. Por otro lado, «Applause» fue versionada por concursantes de programas como el estadounidense The X Factor, el mexicano La Academia Kids y la versión francesa de The Voice. Asimismo, sonó durante los desfiles del Miss America 2014 y Victoria's Secret Fashion Show.

## Antecedentes y composición

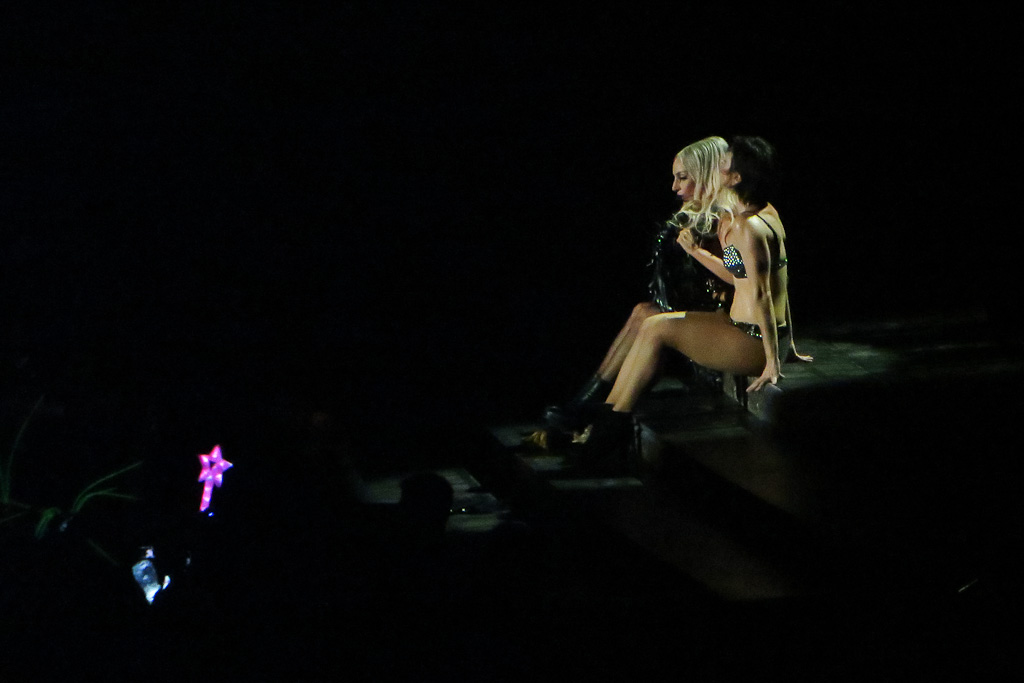
La cancelación del Born This Way Ball fue uno de los factores que inspiró a la cantante a componer «Applause».

A fines de 2011, la cantante había anunciado que ya se encontraba trabajando en lo que sería su siguiente álbum de estudio. Varios de los productores que ya habían colaborado con Gaga, como Fernando Garibay y DJ White Shadow, confirmaron su participación en el nuevo material. Además, ARTPOP contaría con la colaboración de Zedd, un DJ debutante para la fecha. No fue hasta el 12 de julio que Interscope Records, la discográfica de Gaga, confirmó a través de su red social Littlemonsters.com que el primer sencillo sería lanzado oficialmente el 19 de agosto de 2013. Su título no se dio a conocer sino hasta un par de semanas después. El anuncio vino acompañado de la imagen de su portada. Esta es simplemente la cara de Gaga pintada de blanco y manchada con rayas amarillas, azules y rojas. El concepto de esto, según la misma cantante, es mostrar su «vulnerabilidad». Sobre la elección de «Applause» como primer sencillo, explicó a Ryan Seacrest que para ella y DJ White Shadow resultó ser algo muy difícil. Luego de haberle reproducido ARTPOP a Jimmy Iovine, presidente de Interscope Records, él le dijo que «Applause» debía ser lanzada como primer sencillo, a lo que Gaga accedió.
«Applause» es una canción electropop que mezcla estilos dance y tiene una duración de tres minutos con treinta y dos segundos totales. La intérprete la compuso y produjo junto a DJ White Shadow, con quien ya había trabajado anteriormente en su álbum Born This Way, de 2011. En una entrevista con MTV, Gaga reveló que lo que trata de expresar es que básicamente ella vive de los aplausos que le dan sus seguidores. Mientras la escribía, pensaba en una manera de incitar a sus admiradores a alentarla más, ya que se considera «muy vulnerable». La describió como «muy divertida y llena de felicidad». En una entrevista con Ryan Seacrest el 13 de agosto de 2013, explicó que cuando estaba en su gira The Born This Way Ball comenzó a sentir una especie de dolor, pero no sabía de dónde, así que lo único que le permitía continuar eran los aplausos que recibía. Esto último en referencia a la operación a la que Gaga se sometió a principios de 2013, la que la obligó a cancelar su gira. De acuerdo con la partitura publicada por Sony/ATV Music Publishing en el sitio web Musicnotes, la canción tiene un tempo allegro de 140 pulsaciones por minuto y está compuesta en la tonalidad de sol menor. El registro vocal de la cantante se extiende desde la nota fa#3 hasta la re#5.

## Recepción

### Comentarios de la crítica

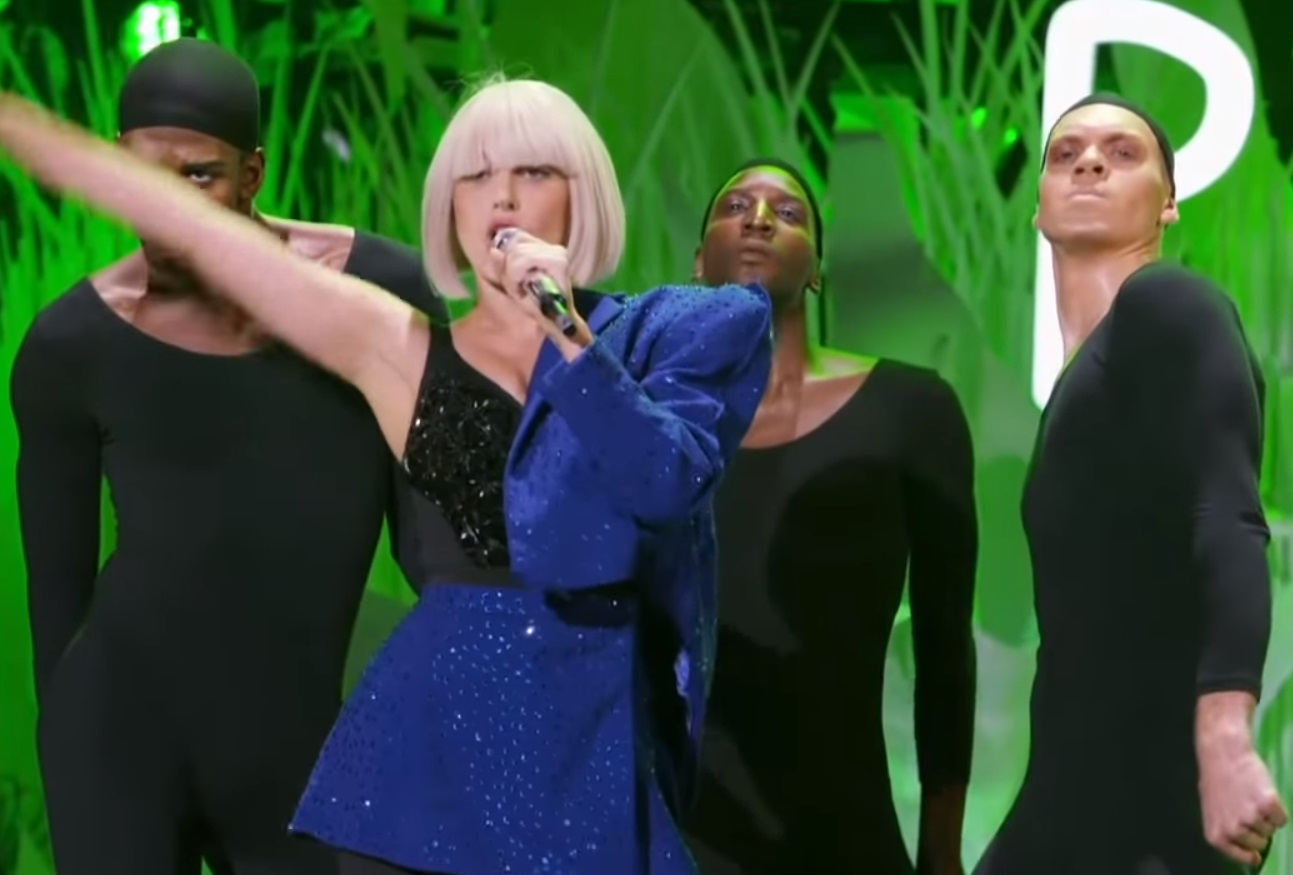
Gaga cantando «Applause» en los MTV Video Music Awards 2013.

En general, «Applause» contó con reseñas favorables por parte de los críticos musicales. El escritor Robert Copsey de Digital Spy alabó el hecho de que no es comparable con el «bubblegum pop» de The Fame ni los «ritmos violentos» de Born This Way. También dijo que su estribillo lleno de sonidos electrónicos y dance se hace más pegadizo cada vez que se oye. Sin embargo, señaló que no quedó convencido de los versos, además de mencionar que no es tan buena como los anteriores éxitos de la cantante «Poker Face» y «Bad Romance». Michael Cragg de The Guardian dijo que su introducción es «brillante», aunque dijo que la voz de Gaga tiene un «tono extraño», similar al de David Bowie. Erin Coulehan de Rolling Stone comentó que recuerda a «LoveGame». Amy Sciarretto de PopCrush la calificó con tres estrellas de cinco y escribió que su forma de decir las palabras es «dramática y enunciativa», como si cada palabra tuviese la misma importancia. Adicionalmente, aseguró que sus últimos cuarenta segundos son «épicos», ya que es cuando los aplausos reales se unen a la melodía, y que tiene más semejanza con The Fame que con Born This Way. No obstante, destacó el hecho de que posee cierto parecido con «Burning Up» de Madonna. El sitio PopJustice publicó una nota donde la califican con nueve puntos de diez. La escritora Sal Cinqueman de Slant Magazine comentó que «es una canción dance pop sorprendentemente sencilla» que musicalmente «es una retroceso a las producciones simples de The Fame» y carece de la «grandeza» de «Born This Way» y «Bad Romance». Bill Lamb de About.com le dio tres estrellas de cinco y afirmó que si bien es «pegadiza», no posee nada «nuevo o innovador» y tampoco será recordada como una de las mejores canciones de Gaga.
El escritor Baggers de The Huffington Post aseguró que si bien «Applause» no era del todo innovadora, es «pop en todo su esplendor», ya que es «eufórica, alegre y es imposible que salga de tu cabeza». Vanessa Spates de Examiner.com señaló que su estribillo es «insanamente pegadizo», y que por primera vez desde The Fame Monster, la voz de Gaga no se ve ahogada por la «increíble» producción. Le dio una calificación perfecta de cinco estrellas sobre cinco y dijo que con esta canción podría recobrar los seguidores infantiles que perdió cuando se convirtió en la «Madre Monstruo». Marc Hogan de Spin hizo referencia al título de la canción diciendo que «no hay razones para aplaudirla». Bernard Zuel de The Age Entertainment le otorgó tres estrellas y media de cinco y comentó que es la clásica rutina de Gaga: un tema electro dance con mucha emoción. Nicole James de Fuse dijo que está hecha para los clubes o cualquier lugar lleno de luces y está muy bien elaborada. Greg White de So So Gay la valoró con cuatro estrellas de cinco y sostuvo que es mejor que la mayoría de los temas EDM/pop actuales. Y, gustándote o no, es casi imposible no prestarle atención. Chris Richards de The Washington Post dijo que es buena, pero más allá del diseño típico de las anteriores canciones de Gaga, «Applause» está hecha para obtener la máxima adulación posible, que es la que todas las artistas pop necesitan para sobrevivir. Jordan Runtagh de VH1 lo colocó en el último puesto de su lista de «los quince éxitos monstruosos que casi no suceden». Más tarde, los usuarios del sitio Metacritic la eligieron como la mejor canción del 2013.

### Recibimiento comercial

Al haberse lanzado el mismo día, variedad de críticos y medios compararon en repetidas ocasiones a «Applause» con «Roar» de la cantante Katy Perry, desde la calidad de la canción hasta su desenlace en las listas de éxitos.

Mundialmente, «Applause» tuvo una recepción comercial favorable. En los Estados Unidos, la revista Billboard pronosticó que «Applause» podría vender más de 400 mil copias digitales en su primera semana. Si esto ocurría, sería la primera canción en debutar con dicha cantidad de ventas en un día no festivo desde que «Payphone» de Maroon 5 lo lograra en noviembre de 2012. Esto podría darle a Gaga su quinto número uno en Digital Songs. Aunque, «Roar» de Katy Perry podría evitarlo ya que se lanzó un día antes y tenía las mismas posibilidades de vender dicha cantidad de copias. En sus dos primeros días, reportó dieciséis millones de impresiones en 210 estaciones de radio. Finalmente, la canción solo alcanzó el número cuatro del Billboard Hot 100, el tres de Digital Songs y seis de Radio Songs. Más tarde, logró el número uno en el Dance/Club Play Songs, por lo que se convirtió en el décimo segundo número uno consecutivo de la cantante. En las listas de Streaming Songs, Pop Songs y Dance/Electronic Songs llegó hasta el número tres, cuatro y uno, respectivamente. Hasta el 25 de febrero de 2018, había vendido 2.7 millones de copias en los Estados Unidos. En Canadá logró la cuarta posición y fue certificado con doble disco de platino por parte de la CRIA tras haber superado las 160 mil copias. México, al carecer de lista semanal de sencillos, no reportó ninguna posición para la canción. A pesar de ello, AMPROFON certificó al sencillo con disco de oro por vender 30 000 copias.
Su recepción en Europa y Asia también fue favorable. En España, Hungría y Líbano llegó hasta el número uno. En Japón alcanzó el sexto puesto. Por otra parte, en el Reino Unido a solo siete horas de haberse publicado vendió 10 500 copias, lo que la colocaba en el número siete del UK Singles Chart. Los medios pronosticaron que podría debutar número uno y convertirse en el quinto sencillo de Gaga que lo logra. Sin embargo, tendría que competir contra «Burn» de Ellie Goulding, quien ya se encontraba en la cima del conteo y estaba próxima a tener su primer número uno en su país natal. Al día siguiente, ascendió a los cinco primeros, aunque aún debía vender 55 000 copias más para superar a Goulding. Finalmente, debutó como número cinco con más 38 000 ejemplares, lo que lo convirtió en la segunda entrada más alta de la semana y en el décimo top diez de la cantante en el país. Posteriormente la BPI le otorgó un disco de plata por superar las 200 mil copias. En las radios de Bulgaria ubicó el tercer lugar, mientras que en las de Eslovaquia el décimo octavo. En Dinamarca logró el sexto puesto, mientras que en Italia el segundo. En ambos territorios recibió la certificación de platino por sus buenas ventas. Asimismo, la canción llegó hasta los diez primeros de las listas de Alemania, Austria, las dos regiones de Bélgica, Finlandia, Francia, Irlanda, Noruega y Suiza. En los Países Bajos y Suecia solo llegó hasta las posiciones quince y diecisiete, respectivamente. Sin embargo, en este último fue certificado con disco de oro.
En Australia solo llegó hasta el undécimo puesto, y se mantuvo por escasas semanas dentro del conteo. Situación similar ocurrió en Nueva Zelanda, donde llegó hasta el número siete. Aunque, en ambos territorios obtuvo certificaciones. Por haberse lanzado a mitad de año, «Applause» figuró en poca cantidad de listas anuales, además de ubicar en su mayoría las últimas posiciones.

## Vídeo musical
Su vídeo musical fue dirigido por Inez Van Lamsweerde y Vinoodh Matadin, este se filmó durante la semana del 21 de julio en Los Ángeles, California. El videoclip se basa en la pasión de Gaga por el arte y su multitud. El vídeo musical de «Applause» estrenó el 19 de agosto de 2013 en el programa Good Morning America, donde apareció en todas las pantallas del Times Square. Sobre ello, la cantante declaró que es «un sueño hecho realidad». El productor DJ White Shadow, quien estuvo trabajando con Gaga en ARTPOP, adelantó a MTV News que el vídeo estaba dedicado a sus seguidores. Sobre el proceso de producción, aseguró:

«Vi el vídeo durante todo el proceso de edición. Estaba en Nueva York con Gaga y me senté en una habitación durante dos días mientras ella hacía las correcciones de color del vídeo fotograma a fotograma. Ella es una parte intrincada de todo lo que mueve, todo eso es parte de la misma visión [...] Ella se asegura de que todo esté en su lugar. El vídeo es realmente divertido y emocionante y ella luce increíble en él... ¡Es Lady Gaga! ¡Es un vídeo de Lady Gaga! Es un buen vídeo. Es realmente divertido».

El vídeo comienza con escenas de la cantante acostada en un colchón y usando un traje negro. Al comenzar la canción, Gaga emerge desde un sombrero, además de aparecer dentro de una jaula y con piernas de caballo en otras escenas. Seguidamente los primeros planos se intercalan hasta terminar el estribillo, donde esta vez la intérprete está semidesnuda, solo tapándose las partes íntimas y los senos en representación a la pintura El nacimiento de Venus (Botticelli) (1484). También aparece como un cisne negro e interpretando una coreografía. Al finalizar, se muestra un fondo púrpura donde Gaga sostiene un ramo de flores con forma de pierna. Finalmente hace gestos con sus manos que significan ARTPOP.
En general, el clip recibió mayoritariamente reseñas positivas de parte de los medios. Glenn Gamboa de Newsday lo describió como una aluvión de imágenes artísticas y coreografías que continúan el tema de la canción para combinar el arte con la «cultura pop». Erin Coulehan de Rolling Stone revista señaló que el vídeo estaba en la manera típica de Gaga, también lo consideró como un espectáculo de luces, colores vivos y una complicada coreografía. Kyle Anderson de la revista Entertainment Weekly hizo una reseña sobre el vídeo similar a la de Coulehan, agregó que hace que «la canción suena muy bien, además de que golpea las notas altas como en “Paparazzi” o “Bad Romance”, sin duda es un paso adelante con respecto a los clips anteriores de la Born This Way era».

## Interpretaciones en directo
Lady Gaga confirmó a través de Facebook que interpretaría «Applause» en los premios MTV Video Music Awards, entregados el 25 de agosto de 2013 en el Barclays Center, Brooklyn. Además, esta sería su primera presentación desde la cancelación de su Born This Way Ball Tour a principios de 2013. La cantante abrió los premios cantando un verso a cappella mientras su cara era enfocada utilizando una máscara blanca con forma de cuadrado que la rodeaba. Al fondo se oían algunos aplausos y abucheos pregrabados para el espectáculo. En seguida, empezó a cantar «Applause» y sus bailarines comenzaron a quitarle el atuendo que utilizaba para dejar al descubierto un traje color negro con brillos. Luego, usó una peluca y vistió además una falda y una chaqueta color azul eléctrico, en referencia al look que usó para su álbum debut The Fame (2008). Poco después, cambió nuevamente de peluca, esta vez una color amarillo usada en su gira The Monster Ball Tour para promocionar su disco The Fame Monster (2009). Finalmente, Gaga se mostró semidesnuda para terminar la presentación, donde simplemente era tapada por un bikini de conchas. Esto último en referencia al nacimiento de Venus (Botticelli). La revista Billboard destacó la interpretación como una de las mejores de la noche. El diario Daily Mail escribió que fácilmente podría ser descrita como «la evolución de Gaga». El escritor Jon Caramanica de The New York Times dijo que fue «frenética», mientras que Greg Kot de Chicago Tribune aseguró que Gaga era la mejor opción para abrir la premiación.
El 1 de septiembre, Gaga abrió el iTunes Festival con una serie de canciones inéditas. Entre estas, «MANiCURE», «Sexxx Dreams», «ARTPOP», «Jewels N' Drugs» y «Swine». Cerró su concierto de una hora con la presentación de «I Wanna Be With You» seguida de «Applause». El 9 del mismo mes, la cantante presentó la canción para el programa Good Morning America. Inició cantando el clásico «Over the rainbow» vestida como Dorothy, protagonista de la película El mago de Oz (1939). La producción incluía a sus bailarines vestidos como el espantapájaros sin cerebro, el hombre de hojalata sin corazón y el león cobarde, personajes presentes en el filme. Además, las personas en el público utilizaban sombreros con forma amapolas silvestres para representar la pradera en donde Dorothy despertó, mientras que el escenario contenía baldosas amarillas para representar el camino hacia Ciudad Esmeralda. Luego, Gaga comenzó a interpretar «Applause» y simultáneamente realizó un cambio de vestuario para mostrarse como Glinda, la bruja buena del norte que recibe a Dorothy en Munchkinland. En seguida, aparece una bailarina disfrazada de la bruja mala del oeste, la villana de la película. La cantante la ahuyenta y reaparece nuevamente como Dorothy para culminar el espectáculo. Tras culminar la presentación, explicó: «Dorothy tuvo que transformarse para sobrevivir. Lo cual es una metáfora de mi vida».

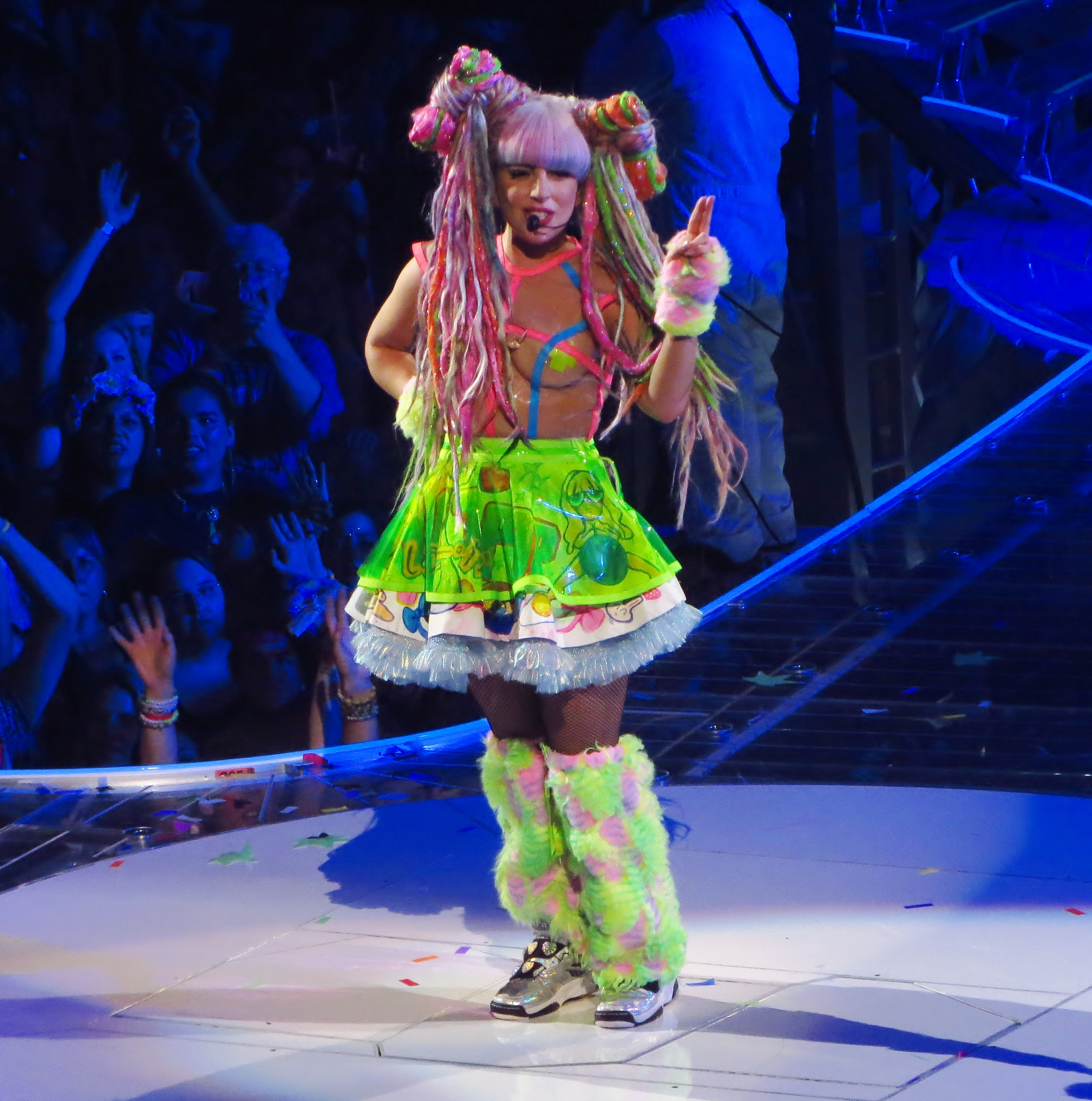
Gaga interpretando la canción en su artRAVE: The ARTPOP Ball Tour.

El 11 de noviembre, Gaga realizó una fiesta llamada artRave en el Astillero Naval de Brooklyn para celebrar el lanzamiento mundial del disco. Realizó un espectáculo donde abrió con «Aura» y «ARTPOP» mientras vestía un traje inflable blanco. La producción incluía una escenografía totalmente blanca, grandes pantallas proyectando el nombre de Gaga y Jeff Koons, una plataforma de tres pisos con superficie rotable en el centro del escenario y además un piano aislado. Tras quitar una parte de su traje, la cantante interpretó «Venus», «MANiCURE» y «Sexx Dreams», para luego sentarse en un piano y cantar «Gypsy» y «Dope». Gaga evacuó el escenario para reaparecer con un traje color negro y cerrar el espectáculo con «Applause» y «Do What U Want». El 16 de noviembre, apareció como conductora e invitada especial del programa Saturday Night Live. Allí presentó «Do What U Want» usando un traje plateado decorado con pequeños espejos. Por primera vez, R. Kelly apareció junto a la cantante para interpretar la canción. Durante el espectáculo, ambos realizaron una serie de actos sexuales, primero Gaga tomó la entrepierna del rapero y más tarde este hizo algunas flexiones sobre la cantante simulando una relación sexual. Más tarde, la intérprete cambió su vestuario e interpretó «Gypsy» en un piano rosa. Durante la noche también cantó una versión jazz de «Applause» y «Born This Way».
El 28 de noviembre, ABC transmitió el especial del día de acción de gracias de The Muppets que contó con la participación de Gaga y otros invitados. Primero cantó «Venus» junto a varios bailarines disfrazados como planetas. Más tarde, realizó un cambio total de vestuario para interpretar «Applause». Seguidamente, el cantautor Elton John apareció junto a la cantante para presentar «The Jets» y «ARTPOP», para posteriormente dejarla tocar «MANiCURE». Otros invitados en el especial fueron Kermit, con quien Gaga interpretó «Gypsy» y RuPaul, con quien cantó «Fashion!». El episodio concluyó con una segunda presentación de «Applause». Al día siguiente, Gaga acudió al programa japonés Music Station, donde concedió una entrevista e interpretó nuevamente la canción. Su maquillaje y vestuario estuvieron inspirados en el anime. El 2 de diciembre, Gaga presentó «Venus» y «Applause» en el programa japonés SMAP×SMAP. Seis días después, Gaga cerró el Jingle Bell Ball en Londres cantando «Poker Face», «Just Dance», «Bad Romance», «Born This Way», «Aura», «Do What U Want» y «Applause». Durante todo el concierto, solo utilizó una chaqueta y un sostén de conchas plateadas, unos botines y una tanga color negro, y una peluca verde. Adicionalmente, presentó «Jingle Bells» y «The Christmas Song». También fue incluida en el repertorio de sus giras artRAVE: The ARTPOP Ball Tour y Joanne World Tour, siendo la única canción de ARTPOP interpretada en esta última. Igualmente, figuró en el repertorio de sus residencias Lady Gaga Live at Roseland Ballroom y Lady Gaga: Enigma.

## Versiones de otros artistas y uso en los medios

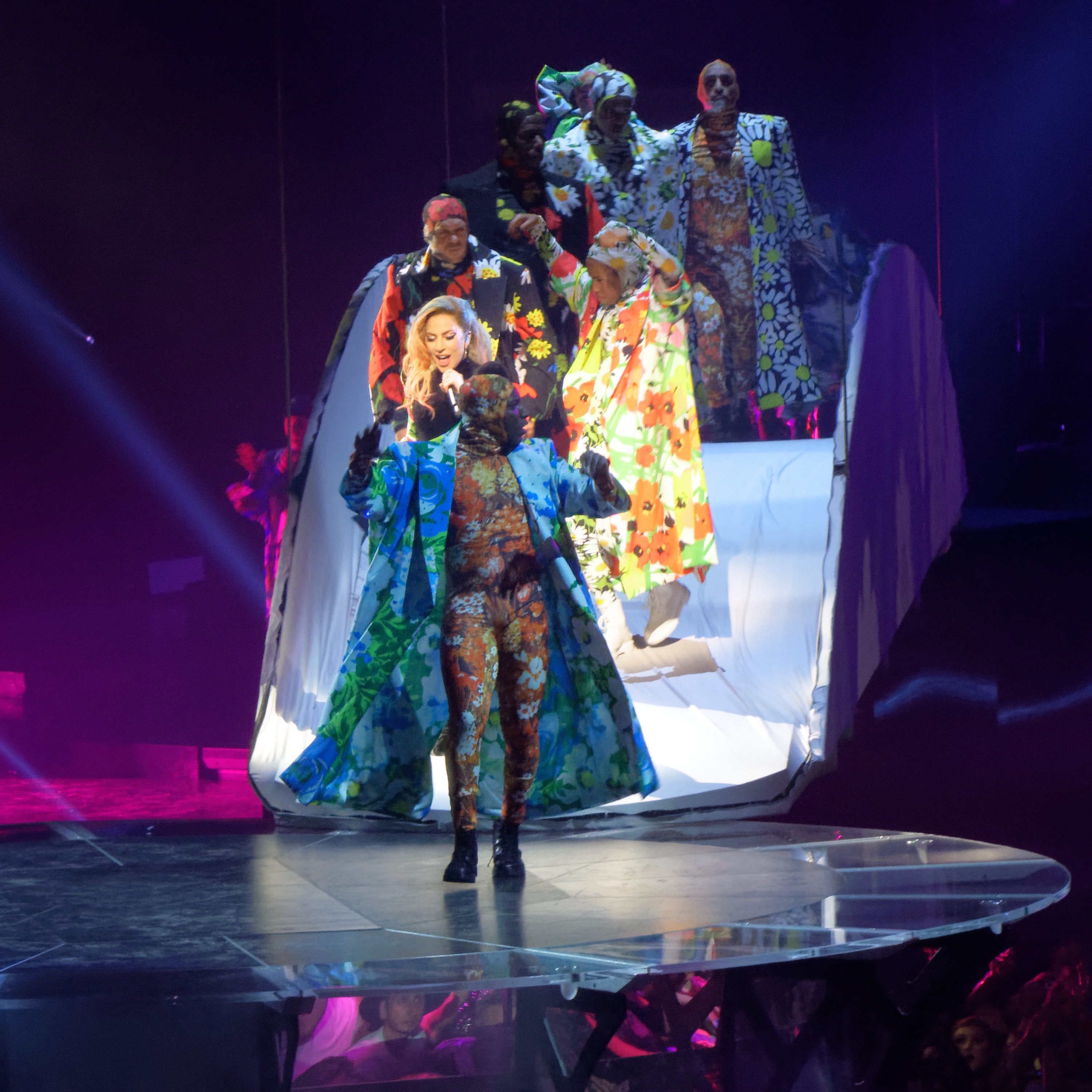
Gaga interpretando «Applause» en el Joanne World Tour en 2018.

El 15 de septiembre de 2013, «Applause» sonó durante la etapa de trajes de baño en el certamen de belleza Miss America 2014. Un par de días después, el cantante estadounidense Adam Lambert confirmó que sería la estrella invitada en el episodio «A Katy or A Gaga» de la quinta temporada de la serie Glee, donde versionaría la canción. El capítulo tendría como tema principal la batalla de la cantante Katy Perry y Gaga en las listas de popularidad por la salida simultánea de «Roar» y «Applause». Adicionalmente, el elenco realizaría versiones de «Marry the Night» y «Wide Awake», los dos últimos sencillos de ambas intérpretes previos a la batalla. Asimismo, el 23 de septiembre, el dúo australiano de electrónica Empire of the Sun publicó su propia remezcla, que según el sitio web Somos Ídolos, tiene «un ambiente mucho más electrónico que seguro funcionará idealmente para todos los centros nocturnos y discotecas». Más tarde, dicha remezcla fue incluida en un álbum promocional del sencillo vendido a través de iTunes.
Por otra parte, en el programa Dancing With The Stars, los cantantes y concursantes Christina Milian y Mark Ballas bailaron la canción en la categoría de paso doble, donde recibieron una calificación de veintitrés puntos. El mismo día, la compañía francesa Ubisoft anunció que «Applause» y «Just Dance» formarían parte de la lista de canciones del videojuego Just Dance 2014, disponible para las consolas PlayStation 4 y Xbox One. La empresa también la utilizó como banda sonora de uno de sus comerciales para Norteamérica. El 28 de septiembre, durante el medio tiempo del partido de fútbol americano contra los Oklahoma Sooners, la banda de marcha del Notre Dame Fighting Irish tocó la canción mientras realizaban una agrupación con forma de dos manos. El 14 de noviembre, «Applause» sirvió como canción de cierre para el desfile de modas Victoria's Secret Fashion Show. El 4 de diciembre, Ellona Santiago, concursante de la tercera temporada de The X Factor, interpretó su propia versión de la canción. Tres días más tarde, la concursante Nahomy Campas del programa La Academia Kids presentó otra versión de «Applause», y la actuación le valió tres botones verdes para avanzar a la semifinal. El 16 de febrero de 2014, Sophie Chante audicionó para la versión francesa de The Voice con «Applause». Gracias al voto de Florent Pagny, pudo entrar al concurso.

## Formatos y remezclas
- Descarga digital

| «Applause» |            |          |  |
| N.º        | Título     | Duración |  |
| 1.         | «Applause» | 3:32     |  |

| «Applause (Remixes)» |                                                |          |  |
| N.º                  | Título                                         | Duración |  |
| 1.                   | «Applause» (Empire of the Sun Remix)           | 4:08     |  |
| 2.                   | «Applause» (Viceroy Remix)                     | 4:27     |  |
| 3.                   | «Applause» (Purity Ring Remix)                 | 3:04     |  |
| 4.                   | «Applause» (Bent Collective Club Mix)          | 7:26     |  |
| 5.                   | «Applause» (DJ White Shadow Electrotech Remix) | 5:49     |  |
| 6.                   | «Applause» (Fareoh Remix)                      | 4:52     |  |
| 7.                   | «Applause» (DJ White Shadow Trap Remix)        | 4:09     |  |
| 8.                   | «Applause» (Goldhouse Remix)                   | 4:34     |  |

- Sencillo en CD

| «Applause» |                           |          |  |
| N.º        | Título                    | Duración |  |
| 1.         | «Applause»                | 3:32     |  |
| 2.         | «Applause» (Instrumental) | 3:32     |  |

## Posicionamiento en listas

### Semanales
| Alemania          | German Singles Chart         | 5  |
| Australia         | Australian Singles Chart     | 11 |
| Austria           | Ö3 Austria Top 40            | 6  |
| Bélgica (Flandes) | Ultratop 50                  | 10 |
| Bélgica (Valonia) | Ultratop 40                  | 5  |
| Bulgaria          | Airplay Top 5                | 3  |
| Canadá            | Canadian Hot 100             | 4  |
| Dinamarca         | Danish Singles Chart         | 6  |
| Escocia           | Scottish Singles Chart       | 5  |
| Eslovaquia        | Radio Top 100 Chart          | 18 |
| España            | Top 50 Canciones             | 1  |
| Estados Unidos    | Billboard Hot 100            | 4  |
| Estados Unidos    | Digital Songs                | 3  |
| Estados Unidos    | Radio Songs                  | 7  |
| Estados Unidos    | Pop Songs                    | 4  |
| Estados Unidos    | Streaming Songs              | 3  |
| Estados Unidos    | Dance/Club Play Songs        | 1  |
| Estados Unidos    | Dance/Electronic Songs       | 1  |
| Finlandia         | Finnish Singles Chart        | 10 |
| Francia           | French Singles Chart         | 3  |
| Hungría           | Single (Track) Top 10        | 1  |
| Hungría           | Rádiós Top 40                | 2  |
| Irlanda           | Irish Singles Chart          | 9  |
| Italia            | Italian Top Digital Download | 2  |
| Japón             | Japan Hot 100                | 6  |
| Líbano            | Lebanese Top 20              | 1  |
| Noruega           | VG-lista                     | 8  |
| Nueva Zelanda     | NZ Top 40 Singles Chart      | 7  |
| Países Bajos      | Single Top 100               | 15 |
| Reino Unido       | UK Singles Chart             | 5  |
| Suecia            | Swedish Singles Chart        | 17 |
| Suiza             | Swiss Singles Chart          | 7  |

### Sucesión en listas
| Predecesor: «Blurred Lines» de Robin Thicke con T.I. y Pharrell | Top 50 Canciones — Sencillo número 1 11 de agosto de 2013 — 19 de agosto de 2013           | Sucesor: «Wake Me Up!» de Avicii                |
| Predecesor: «Get Lucky» de Daft Punk                            | Dance/Electronic Songs — Sencillo número 1 24 de agosto de 2013 — 21 de septiembre de 2013 | Sucesor: «Wake Me Up!» de Avicii                |
| Predecesor: «Slow Down» de Selena Gomez                         | Dance/Club Play Songs — Sencillo número 1 28 de septiembre de 2013 — 5 de octubre de 2013  | Sucesor: «Walking on Thin Ice 2013» de Yoko Ono |

### Certificaciones
| País           | Organismo certificador | Certificación | Ventas certificadas | Ref.    |
| -------------- | ---------------------- | ------------- | ------------------- | ------- |
| Alemania       | BVMI                   | Oro           | 150 000             | [ 123 ] |
| Australia      | ARIA                   | 3× Platino    | 210 000             | [ 65 ]  |
| Brasil         | ABPD                   | Diamante      | 160 000             | [ 124 ] |
| Canadá         | Music Canada           | 5× Platino    | 400 000             | [ 42 ]  |
| Dinamarca      | IFPI — Dinamarca       | Platino       | 30 000              | [ 55 ]  |
| España         | PROMUSICAE             | Oro           | 30 000              | [ 125 ] |
| Estados Unidos | RIAA                   | 4× Platino    | 4 000               | [ 126 ] |
| Italia         | FIMI                   | Platino       | 50 000              | [ 56 ]  |
| Japón          | RIAJ                   | Oro           | 250 000             | [ 127 ] |
| México         | AMPROFON               | Platino       | 40 000              | [ 43 ]  |
| Noruega        | IFPI — Noruega         | 2× Platino    | 120 000             | [ 128 ] |
| Nueva Zelanda  | RMNZ                   | Oro           | 15 000              | [ 66 ]  |
| Reino Unido    | BPI                    | Platino       | 600 000             | [ 51 ]  |
| Suecia         | GLF                    | 2× Platino    | 80 000              | [ 63 ]  |
| Venezuela      | APVF                   | 2× Platino    | 20 000              | [ 129 ] |

### Anuales
| Australia         | Australian Singles Chart | 93 |
| Austria           | Ö3 Austria Top 40        | 75 |
| Bélgica (Flandes) | Ultratop 50              | 87 |
| Bélgica (Valonia) | Ultratop 40              | 76 |
| Canadá            | Canadian Hot 100         | 50 |
| Estados Unidos    | Billboard Hot 100        | 37 |
| Estados Unidos    | Digital Songs            | 39 |
| Estados Unidos    | Radio Songs              | 48 |
| Estados Unidos    | Pop Songs                | 37 |
| Estados Unidos    | Streaming Songs          | 39 |
| Estados Unidos    | Dance/Club Play Songs    | 35 |
| Estados Unidos    | Dance/Electronic Songs   | 8  |
| Países Bajos      | Single Top 100           | 80 |
| Suiza             | Swiss Singles Chart      | 68 |

## Premios y nominaciones
Además del éxito comercial que tuvo, «Applause» se alzó con diferentes premios, siendo el sencillo de ARTPOP más galardonado. A continuación, una lista con los premios y nominaciones que obtuvo:
| Año  | Ceremonia de premiación          | Categoría                          | Resultado | Ref.            |
| ---- | -------------------------------- | ---------------------------------- | --------- | --------------- |
| 2013 | Billboard.com's Readers Poll     | Mejor vídeo                        | Ganadora  | [ 136 ]         |
| 2013 | MTV Europe Music Awards          | Mejor vídeo                        | Nominada  | [ 137 ]         |
| 2013 | VEVO Certified                   | 100 millones de reproducciones     | Ganadora  | [ 138 ]         |
| 2014 | ASCAP Awards                     | Canción más interpretada           | Ganadora  | [ 139 ]         |
| 2014 | Billboard Music Awards           | Mejor canción de dance/electrónica | Nominada  | [ 140 ]         |
| 2014 | International Dance Music Awards | Mejor vídeo                        | Nominada  | [ 141 ]         |
| 2014 | MTV Video Music Awards Japan     | Vídeo del año                      | Nominada  | [ 142 ] [ 143 ] |
| 2014 | MTV Video Music Awards Japan     | Mejor vídeo pop                    | Ganadora  | [ 142 ] [ 143 ] |
| 2015 | BMI Pop Awards                   | Reconocimiento especial            | Ganadora  | [ 144 ]         |